# Scio (Ohio)
Scio és una vila dels Estats Units a l'estat d'Ohio. Segons el cens del 2000 tenia 799 habitants.

## Demografia
Segons el cens del 2000, Scio tenia 799 habitants, 358 habitatges, i 220 famílies. La densitat de població era de 560,9 habitants/km².
Dels 358 habitatges en un 30,2% hi vivien nens de menys de 18 anys, en un 43% hi vivien parelles casades, en un 14% dones solteres, i en un 38,3% no eren unitats familiars. En el 36% dels habitatges hi vivien persones soles el 20,1% de les quals corresponia a persones de 65 anys o més que vivien soles. El nombre mitjà de persones vivint en cada habitatge era de 2,23 i el nombre mitjà de persones que vivien en cada família era de 2,88.
Per edats la població es repartia de la següent manera: un 24,7% tenia menys de 18 anys, un 7% entre 18 i 24, un 24,3% entre 25 i 44, un 25,4% de 45 a 60 i un 18,6% 65 anys o més.
L'edat mediana era de 41 anys. Per cada 100 dones de 18 o més anys hi havia 74 homes.
La renda mediana per habitatge era de 23.214 $ i la renda mediana per família de 30.278 $. Els homes tenien una renda mediana de 26.333 $ mentre que les dones 17.625 $. La renda per capita de la població era de 17.037 $. Aproximadament el 13,9% de les famílies i el 13,9% de la població estaven per davall del llindar de pobresa.

## Poblacions més properes
El següent diagrama mostra les poblacions més properes.